# Agios Gordios
Agios Gordios (griechisch Άγιος Γόρδιος, lokal auch Ai Gordis Άη Γόρδης (m. sg.)) ist ein Dorf an der Westküste der griechischen Insel Korfu. Es gehört zum Gemeindebezirk Achillio und ist vor allem aufgrund seiner sandigen Bucht als Ferienort bekannt. Die Nachbardörfer sind Sinarades im Norden und Kato Garouna im Süden.

## Namen und Geschichte
Das Dorf ist nach der Kirche des heiligen Gordios benannt, die in Strandnähe in der Mitte des Ortes steht. Ein Datum der Erbauung ist nicht bekannt, eine erste Erwähnung findet sich 1714.
Agios Gordios wurde 1971 als Siedlung der damaligen Landgemeinde Kato Garouna (Κοινότητα Κάτω Γαρούνας Kinotita Kato Garounas) anerkannt, diese hat seit der Verwaltungsreform 2010 den Status einer Ortsgemeinschaft (Τοπική Κοινότητα Κάτω Γαρούνας Topikí Kinótita Káto Garoúnas).
| 1971 | 1981 | 1991 | 2001 | 2011 |
| ---- | ---- | ---- | ---- | ---- |
| 12   | 60   | 2    | 29   | 54   |

## Trivia
Freddy Mercury, der Leadsänger von Queen soll den Ort einige Male besucht haben. Das Hotel und Hostel The Pink Palace, erhielt seinen Namen angeblich von ihm.